# アンドレ・ダイソン
アンドレ・ダイソン（Andre Dyson、1979年5月25日- ）はユタ州ローガン出身のアメリカンフットボール選手。2001年から2007年までNFLの3チームでプレーした。現在はオレゴン州のウェーバー州立大学でCBコーチを務めている。兄のケビン・ダイソンもNFL選手で第34回スーパーボウルで後1ヤードに泣いた最後のプレーでボールを持った選手である。

## 経歴
ユタ州ローガンで生まれた彼は同州のクリントンで育った。高校ではアメリカンフットボールとサッカーを行い、それぞれで州のオールチームに選ばれている。また高校在学中に記録した40ヤード走での4秒41は学校記録となっている。
兄のケビン・ダイソンと同じユタ大学に進学した彼は1999年に6インターセプトをあげて、マウンテン・ウェスト・カンファレンスのセカンドチームに選ばれた。
2001年のNFLドラフト2巡目にテネシー・タイタンズに指名されて入団した彼は1年目の2001年にチームトップの3インターセプトをあげた。2002年のクリーブランド・ブラウンズ戦でインターセプトリターンTDをあげたが、同じ試合で兄のケビンもTDレシーブをあげ、NFLの同一試合での初の兄弟タッチダウンとなった。
2005年、シアトル・シーホークスに移り、12月5日のフィラデルフィア・イーグルス戦では72ヤードのインターセプトリターンTD、25ヤードのファンブルリカバーTDをあげてNFC守備部門の週間MVPに選ばれた。同じ試合でインターセプトリターンTDとファンブルリカバーTDをあげたのは1970年以降彼で6人目であった。チームはその年第40回スーパーボウルに出場を果たしたがピッツバーグ・スティーラーズに敗れた。2006年3月チームから解雇された。ニューヨーク・ジェッツと契約した彼は2シーズン目の2007年、ダレル・リーヴィスにポジションを奪われ、2008年2月26日、ジェッツより解雇された。